# مجاز القرآن
مجاز القرآن أو المجاز في القرآن هو اللفظ المستعمل في غير موضوعه الأصلي على وجه يصح، مثل قوله تعالى: {وَاخْفِضْ لَهُمَا جَنَاحَ الذُّلِّ}، وهذا مجاز، لأنه استعمال اللفظ في غير موضوعه، وذهب جمهور العلماء إلى وجود المجاز في القرآن، لأن القرآن نزل بلغة العرب الذين يستعملون المجاز في لغتهم، ويُحمل الكلام على المعنى المجازي عند امتناع حمل اللفظ على الحقيقة، فمتى أمكن حمل اللفظ على الحقيقة امتنع حمله على المجاز، ومتى امتنع حمله على الحقيقة حمل على المجاز مع وجود القرينة الدالة على هذا الامتناع، والمجاز لا يدخل آيات الصفات، وهذا مذهب السلف، إذا علم أن المجاز غير واقع في آيات الصفات، فإن ما عدا آيات الصفات يدخله المجاز بشرطه، وهو أن يتعذر حمل الكلام على الحقيقة.

## التعريف
المجاز: مأخوذ من جاز، يجوز، جوزًا، يقال جاز المكان، إذا سار فيه، ومعناه أن تكون هناك علاقةٌ بين اللفظ الموضوع له والمستعمل فيه، فيخرج من المجاز ما لا مناسبةَ بينهما ، وهو استعمال اللفظ في غير ما وُضع له في أصل اللغة، على وجه يصح، مع قرينة.
القرآن: مصدر قرأ، وهو "كلام الله المعجز، المنزل على النبي محمد المتعبد بتلاوته".
مجاز القرآن: هو اللفظ المستعمل في غير موضوعه الأصلي على وجه يصح، مثل قوله تعالى: {وَاخْفِضْ لَهُمَا جَنَاحَ الذُّلِّ}، وهذا مجاز، لأنه استعمال اللفظ في غير موضوعه.

## بيان المجاز في القرآن
ذهب جمهور العلماء إلى أن الله خاطب عباده في القرآن بالمجاز، بينما نفى بعض أهل الظاهر ذلك، لقولهم إن المجاز يعني عجز المتكلم عن إيجاد اللفظة المناسبة التي يريدها، وحاشاه عزَّ وجلَّ عن هذا، ولقولهم إن المجاز لا يُغني عن المعنى الحقيقي، ولو جاء به القرآن لكان هناك التباس، ولأن القرآن حق فيجب أن يكون كله حقيقة.
أما جمهور العلماء فذهبوا إلى وجود المجاز في القرآن، لأن القرآن نزل بلغة العرب الذين يستعملون المجاز في لغتهم، وفيما يأتي ذكر بعض الآيات التي ورد فيها المجاز:
1. قوله تعالى: {جِدَارًا يُرِيدُ أَنْ يَنقَضَّ}.[25]
2. قوله تعالى: {وَاخْفِضْ لَهُمَا جَنَاحَ الذُّلِّ مِنَ الرَّحْمَةِ}.[5]
3. قوله تعالى: {يَوْمَ يُكْشَفُ عَن سَاقٍ}.[26]
4. قوله تعالى: {فَاصْدَعْ بِمَا تُؤْمَرُ وَأَعْرِضْ عَنِ الْمُشْرِكِين}.[27]
5. قوله تعالى: {وَقَدِمْنَا إِلَى مَا عَمِلُوا مِنْ عَمَلٍ فَجَعَلْنَاهُ هَبَاء مَّنثُورًا}.[28]
6. قوله تعالى: {هُنَّ لِبَاسٌ لَّكُمْ وَأَنتُمْ لِبَاسٌ لَّهُنَّ}.[29]
7. قوله تعالى: {وَقِيلَ يَاأَرْضُ ابْلَعِي مَاءكِ وَيَا سَمَاء أَقْلِعِي}[30][31].

## شرط حمل الكلام على المجاز
القاعدة في حمل الكلام على المعنى المجازي:
أن المجاز لا يصار إليه إلا عند امتناع حمل اللفظ على الحقيقة، فمتى أمكن حمل اللفظ على الحقيقة امتنع حمله على المجاز، ووجب حمله على الحقيقة، ومتى امتنع حمله على الحقيقة حمل على المجاز مع وجود القرينة الدالة على هذا الامتناع.
قال ابن النجار: "كالأسد مثلاً، فإنه للحيوان المفترس حقيقة، وللرجل الشجاع مجازاً، فإذا أطلق ولا قرينة كان للحيوان المفترس، لأن الأصل الحقيقية، والمجاز خلاف الأصل".

## المجاز منتف عن آيات الصفات
إذا علم ما مضى فإن المجاز لا يدخل آيات الصفات، إذ من الممكن حملها على حقيقتها إذ لا يلزم منه محال فوجب لأجل ذلك حمل هذه الصفات على الحقيقة وامتنع حملها على المجاز، وهذا مذهب السلف.

## المجاز واقع في القرآن فيما عدا آيات الصفات
إذا علم أن المجاز غير واقع في آيات الصفات، فإن ما عدا آيات الصفات يدخله المجاز بشرطه، وهو أن يتعذر حمل الكلام على الحقيقة، وهذا مذهب طائفة من أهل السنة.
قال الشافعي "باب الصنف الذي يبين سياقه معناه، قال تعالى: {واَسْأَلْهُمْ عَنِ الْقَرْيَةِ الَّتِي كَانَتْ حَاضِرَةَ الْبَحْرِ إِذْ يَعْدُونَ فِي السَّبْتِ إِذْ تَأْتِيهِمْ حِيتَانُهُمْ يَوْمَ سَبْتِهِمْ شُرَّعاً وَيَوْمَ لاَ يَسْبِتُونَ لاَ تَأْتِيهِمْ كَذَلِكَ نَبْلُوهُم بِمَا كَانُوا يَفْسُقُون}، فابتدأ الله ذكر الأمر بمسألتهم عن القرية الحاضرة البحر، فلما قال: {إِذْ يَعْدُونَ فِي السَّبْتِ}، دل على أنه إنما أراد أهل القرية، لأن القرية لا تكون عادية ولا فاسقة بالعدوان في السبت ولا غيره، وأنه إنما أراد بالعدوان أهل القرية الذين بلاهم بما كانوا يفسقون".
وقال الخطيب البغدادي مستدلاً لوقوع المجاز في القرآن: لأن المجاز لغة العرب وعادتها، فإنها تسمى باسم الشيء إذا كان مجاوراً له، أو كان منه بسبب، وتحذف جزءاً من الكلام طلباً للاختصار إذا كان فيما أبقي دليل على ما ألقي، وتحذف المضاف وتقيم المضاف إليه مقامه، وتعربه بإعرابه، وغير ذلك من أنواع المجاز، وإنما نزل القرآن بألفاظها ومذاهبها ولغاتها، قال تعالى: {جِدَارًا يُرِيدُ أَنْ يَنقَضَّ}، ونحن نعلم ضرورة أن الجدار لا إرادة له".

## إثبات المجاز لا يلزم منه تأويل الصفات أو نفيها
اذا علم أن آيات القرآن على قسمين:
- قسم لا يجوز دخول المجاز فيه، وهو آيات الصفات.
- قسم يجوز دخول المجاز فيه، ما عدا آيات الصفات، مثل قوله تعالى: {وَاخْفِضْ لَهُمَا جَنَاحَ الذُّلِّ مِنَ الرَّحْمَةِ}[5]، فهذا كله مجاز، لأنه استعمال للفظ في غير موضوعه[32]، لوجود قرينة منعت من استعماله في حقيقته.[10][35][41]

وإذا علم ذلك فلا تلازم بين القسمين، إذ يمكن إثبات صفات الله تعالى على حقيقتها ووجهها اللائق به سبحانه ونفي المجاز عنها.
وفي الوقت نفسه يمكن إثبات المجاز فيما عدا آيات الصفات، كقوله تعالى: {وَاسْأَلِ الْقَرْيَةَ}، إذ لا يلزم من إثبات المجاز في أحد القسمين إثباته في القسم الآخر، لأن إثبات المجاز يحتاج إلى قرينة، وهذه القرينة عند أهل السنة منتفية عن آيات الصفات، أما من عدا أهل السنة فإنهم يثبتون المجاز في آيات الصفات لوجود القرينة المانعة من حمل اللفظ على حقيقته، وبذلك يعلم أن المثبتين للمجاز في القرآن فريقان:
1. فريق لم يحمله إثباته للمجاز في القرآن على نفي الصفات أو تأويلها، بل أثبت صفات الله الواردة في القرآن على حقيقتها اللائقة به، ومنع من دخول المجاز فيها، وهذا مذهب المثبتين للمجاز من أهل السنة.
2. الفريق الآخر حمله ما تقرر لديه من شبهات عقلية وغيرها على تأويل صفات الله سبحانه الواردة في القرآن، أو نفي حقيقتها فأثبت المجاز فيها، وهذا مذهب المثبتين للمجاز من المتكلمين ومن وافقهم، ومن هنا كان القول بالمجاز عند هؤلاء فقط ذريعة إلى تأويل الصفات أو نفيها.

وبذلك تتبين خطورة إثبات المجاز في القرآن مطلقا دون تفصيل، ويعلم أيضا أن الخلاف لفظي بين أهل السنة في إثبات المجاز في القرآن ونفيه.

## الخلاف بين أهل السنة في إثبات المجاز ونفيه
والخلاف في إثبات المجاز ونفيه خلاف لفظي، وبيان ذلك فيما يلي:
‌‌ أن تأويل صفات الله تعالى ونفيها باب واسع، يمكن الدخول إليه عن طريق المجاز كما فعل ذلك أهل التعطيل والتأويل، ويمكن ذلك عن طريق التأويل، وعن طريق القول بأن نصوص الكتاب والسنة أدلة لفظية، لا تفيد اليقين فلا تثبت بها العقائد، وغير ذلك.
ولما كان المجاز من أعظم الطرق وأكثرها استعمالاً، ومن أوسع الأبواب التي ولج منها المؤولون للصفات والنافون لها، قام بسد هذا الباب، وقطع هذا الطريق، وقال بمنع وقوع المجاز مطلقاً في القرآن وفي اللغة بعض علماء أهل السنة، لذلك عد ابن القيم المجاز طاغوتاً فقال "فصل في كسر الطاغوت الثالث الذي وضعته الجهمية لتعطيل حقائق الأسماء والصفات وهو طاغوت المجاز".
قال ابن رجب:
- "ومن أنكر المجاز من العلماء، فقد ينكر إطلاق اسم المجاز لئلا يوهم هذا المعنى الفاسد، ويصير ذريعة لمن يريد جحد حقائق الكتاب والسنة ومدلولاتهما.
- وغالب من تكلم بالحقيقة والمجاز هم المعتزلة، ونحوهم من أهل البدع، وتطرفوا بذلك إلى تحريف الكلم من مواضعه، فيمتنع من التسمية بالمجاز، ويجعل جميع الألفاظ حقائق.[9][33]
- اللفظ إن دل بنفسه فهو حقيقة لذلك المعنى، وإن دل بقرينة فدلالته بالقرينة حقيقة للمعنى الآخر، فهو حقيقة في الحالين.[44]

وقد صرح ابن قدامة بكون هذا الخلاف لفظياً، فقال بعد أن ذكر أمثلة على وقوع المجاز واستعماله في القرآن، وذلك كله مجاز، لأنه استعمال للفظ في غير موضوعه، ومن منع فقد كابر، ومن سلم وقال لا أسميه مجازا فهو نزاع في عبارة لا فائدة في المشاحة فيه".

## قواعد في القول بالمجاز في القرآن

### القاعدة الأولى: الأصل في ألفاظ القرآن الحقيقة
وهذه قاعدة في أي كلام؛ أن الأصل في ألفاظ المتكلم أن تحمل على حقائقها، ما لم يرد ما يدل على خلاف ذلك.
- قال أبو عمرو الداني في تقرير هذه القاعدة: ((كل ما قاله الله تعالى فعلى الحقيقة، لا على المجاز؛ إلا أن تتفق الأمة على أن شيئًا منه على المجاز)).[46]
- وقال ابن عبد البر: ((من حق الكلام أن يحمل على حقيقته حتى تتفق الأمة أنه أريد به المجاز، إذ لا سبيل إلى اتباع ما أنزل إلينا من ربنا إلا على ذلك، وإنما يوجه كلام الله إلى الأشهر والأظهر من وجوهه، ما لم يمنع من ذلك ما يجب له التسليم، ولو ساغ ادعاء المجاز لكل مدع ما ثبت شيء من العبارات.

### القاعدة الثانية: لا يعدل إلى التأويل بالمجاز إلا بقرينة
وقرينة المجاز هي: الأمر الذي ينصبه المتكلم دليلاً على أنه لم يرد باللفظ حقيقته.
إذ لا يصح أن يريد المتكلم غير الحقيقة، ولا ينصب من القرائن ما يبين مراده، وإلا كان ذلك عجزًا في البيان، والبلاغيون يشترطون القرينة ضابطًا لامتناع الحقيقة وإرادة المجاز.
- قال السكاكي: ((وأما المجاز فهو: الكلمة المستعملة في غير ما هي موضوعة له بالتحقيق، استعمالاً في الغير، مع قرينة مانعة عن إرادة معناها في ذلك النوع)).[8]
- قال ابن تيمية: ((أن يكون معه دليل يوجب صرف اللفظ عن حقيقته إلى مجازه، وإلا فإذا كان يستعمل في معنى بطريق الحقيقة، وفي معنى بطريق المجاز، لم يجز حمله على المجازي بغير دليل يوجب الصرف بإجماع العقلاء، ثم إن ادعى وجوب صرفه عن الحقيقة فلابد له من دليل قاطع عقلي أو سمعي يوجب الصرف، وإن ادعى ظهور صرفه عن الحقيقة فلابد من دليل مرجح للحمل على المجاز)).[33]

### القاعدة الثالثة: أن تسلم القرينة من المعارِض
قد تقوم قرينة لفظية أو حالية أو عقلية يفهم منها إرادة المعنى غير الحقيقي، لكن ذلك معارَض بنص قرآني أو نبوي يدل على إرادة الحقيقة، فلا يؤول اللفظ بالمجاز، وتستصحب حينئذ مع هذه القاعدة قاعدة: الأصل في الكلام الحقيقة.
قال ابن تيمية بعد أن اشترط لصحة المجاز أن يوجد دليل يوجب صرف اللفظ عن حقيقته إلى مجازه: ((لا بد من أن يسلم ذلك الدليل -الصارف- عن معارِض؛ وإلا فإذا قام دليل قرآني وإيماني يبين أن الحقيقة مرادة امتنع تركها، ثم إن كان هذا الدليل نصاً قاطعًا لم يلتفت إلى نقيضه، وإن كان ظاهرًا فلا بد من الترجيح)).
وقال الشوكاني: {يَوْمَ يُكْشَفُ عَنْ سَاقٍ} بأنه استعارة للشدة، وليس المقصود به ساقًا للرب جل جلاله: ((وقد أغنانا الله سبحانه في تفسير هذه الآية بما صح عن رسول الله كما عرفت، وذلك لا يستلزم تجسيماً ولا تشبيهاً، فليس كمثله شيء.
دعوا كل قول عند قول محمد     فما آمن في دينه كمخاطر)).
والحديث الذي يدل على تفسير الساق بساق الرب، حديث أبي سعيد الخدري وفيه: «فيأتيهم الجبار في صورة غير صورته التي رأوه فيها أول مرة، فيقول: أنا ربكم، فيقولون: أنت ربنا، فلا يكلمه إلا الأنبياء، فيقول: هل بينكم وبينه آية تعرفونه؟ فيقولون: الساق، فيكشف عن ساقه، فيسجد له كل مؤمن، ويبقى من كان يسجد رياء وسمعة، فيذهب كيما يسجد، فيعود ظهره طبقاً واحداً» متفق عليه.

### القاعدة الرابعة: لا مدخل للقرينة فيما لا يدرك العقل كنهه
ليس كل ما غاب عنا ولم نحسه وندرك كيفيته مما يحتمل المجاز؛ لأن العقل لا يتصوره، فكيف يـتأوله؟!، والعقل محدود الإدراك، لا يدرك من حقائق الأشياء إلا ما يشاهدها، وأما ما يغيب عنه فلا يدركه إلا بالخبر.
فمثلاً: صفات الله أخبرنا بها، ولم يخبرنا بكيفيتها، فليس لنا إلا أن نثبت معنى الصفة الظاهر، ولا نؤولها بالمجاز، بل نكل العلم بكيفيتها إلى الله.
وقد قال الله: {يَعْلَمُ مَا بَيْنَ أَيْدِيهِمْ وَمَا خَلْفَهُمْ وَلا يُحِيطُونَ بِهِ عِلْمًا}، وقال: {لا تُدْرِكُهُ الأَبْصَارُ وَهُوَ يُدْرِكُ الأَبْصَارَ}.
قال ابن قتيبة في الرد على من تأول بعض الآيات الدالة على مخاطبة الله للسماء والأرض وجهنم، وقدرته على إنطاقها: ((وأما تأولهم في قوله للسماء والأرض: ﴿ائْتِيَا طَوْعًا أَوْ كَرْهًا قَالَتَا أَتَيْنَا طَائِعِينَ﴾ إنه عبارة عن تكوينه لهما، وقوله لجهنم: ﴿هَلِ امْتَلأْتِ وَتَقُولُ هَلْ مِنْ مَزِيدٍ﴾ إنه إخبار عن سعتها.
وقال الأزهري في سجود المخوقات لله: ((وليس سجود الموات لله بأعجب من هبوط الحجارة من خشية الله، وعلينا التسليم لله والإيمان بما أنزل من غير تطلب كيفية ذلك السجود وفقهه، لأن الله لم يفقهناه)).

### القاعدة الخامسة: قد يؤول اللفظ بالمجاز، لكن الحقيقة ثابتة
وهذا من التفسير بالحقيقة ولازمها، وإن كان اللازم هو المقصود أصالة، كما في تفسير قوله تعالى لموسى وهارون عليهما السلام: {لَا تَخَافَا إِنَّنِي مَعَكُمَا أَسْمَعُ وَأَرَى}، فالآية فيها إثبات السمع والرؤية لله على الحقيقة، ولكن يراد من هذا الإثبات تطمين موسى وهارون إلى أن الله معهما بحفظه ونصرته.
ويروى عن ابن عباس أنه قال: ((أسمع دعاءكما فأجيبه، وأرى ما يراد بكما فأمنعه، لست بغافل عنكما؛ فلا تهتما)) ففسر الآية بالحقيقة ولازمها، وكذا قال ابن كثير في تفسيره للآية: ((أي: لا تخافا منه، فإنني معكما، أسمع كلامكما وكلامه، وأرى مكانكما ومكانه، لا يخفى علي من أمركم شيء..)).
وكثير من آيات الصفات على هذا المنوال؛ يراد بها حقائقها، وما يلزم منها، والسلف من الصحابة والتابعين وتابعيهم قد يفسرونها باللازم؛ لأنه المعنى الظاهر مع إثباتهم لحقائقها، والفرق بينهم وبين غيرهم أن غيرهم يثبت اللازم وينفي الحقيقة، وأما هم فيثبتونهما معًا.